# Tazaghine
Tazaghine (en àrab تازاغين, Tāzāḡīn; en amazic ⵜⴰⵣⴰⵖⵉⵏ) és una comuna rural de la província de Driouch, a la regió de L'Oriental, al Marroc. Segons el cens de 2014 tenia una població total de 4.323 persones.